# Nuestra Señora de Kiev
Nuestra señora de Kiev, también conocida como Nuestra Señora de Vladímir ó la Virgen de Výshorod o Nuestra Señora de la Ternura, es una advocación mariana y uno de los íconos más venerados en Ucrania y Rusia, desde el año 1134 y es uno de los más conocidos en el mundo ortodoxo y oriental.

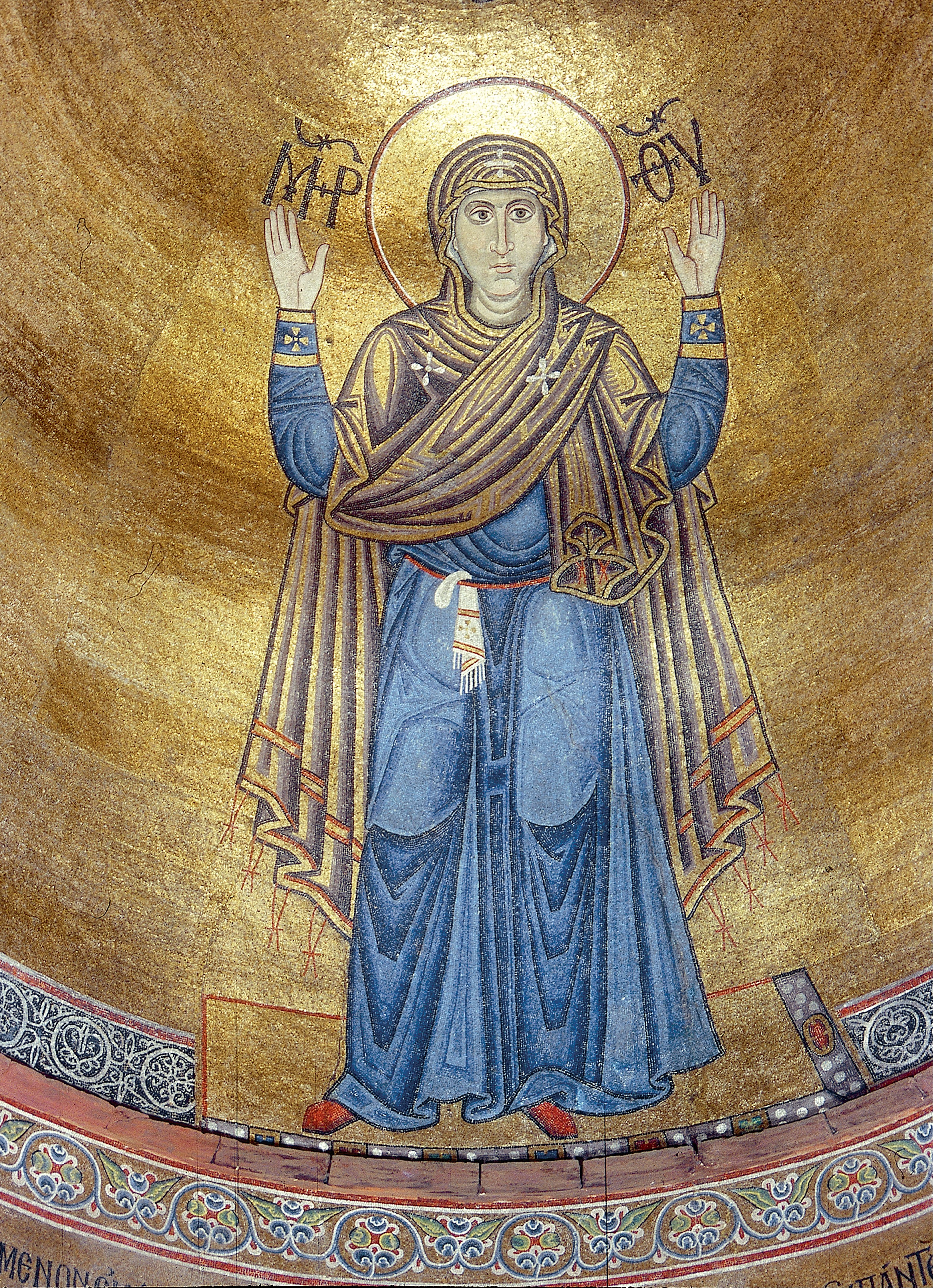
Oranta de Kiev

Juan Pablo II, visitó Kiev el 22 de noviembre de 1987 y declaró: “Kiev, es una ciudad santa porque es una ciudad mariana por excelencia, pues en ella se invoca a la Virgen que ora como protectora de la ciudad”, refiriéndose a la “Santa Oranta”, un antiguo ícono bizantino en mosaico de la Madre de Dios en la Catedral de Santa Sofía en Estambul, que bien pudiera decirse lo mismo de Nuestra Señora de Kiev.

## Virgen de Kiev
Fue uno de los primeros lugares de descanso de una imagen de la Virgen María, en los tiempos de evangelización de San Andrés el Apóstol, donde tuvo notable presencia en las zonas de Escitia, Partia y Tracia. 

Estando Andrés en Kiev, un día por la mañana, admiraba las colinas, cuando escuchó: 
«¿Ves esas colinas? En esas colinas resplandecerán en adelante la gracia de Dios».
El icono bizantino de Nuestra Señora de Kiev llegó poco después de que la Rus de Kiev, la antigua federación de tribus eslavas, se hiciera cristiana en su totalidad en 988, cuando se cumplió la profecía a Andrés, cuando el príncipe ruso Vladimiro I de Kiev fuera bautizado en Kiev y, por decreto, todo su pueblo, y las enseñanzas del Evangelio comenzaron a salir desde las alturas de las colinas que tanto habían impresionado al apóstol. El príncipe Vladimiro mandó traer de Jersón una imagen de la Virgen que, según la leyenda, fue pintada por un monje y enviada como regalo del Patriarca de Constantinopla al príncipe Mstislav el Valiente, hijo de Mstislav Rostislávich el Valiente de la Rus de Kiev. El príncipe encomendó al Monasterio de las Cuevas de Kiev la custodia del cuadro y ahí permaneció hasta el siglo XV.

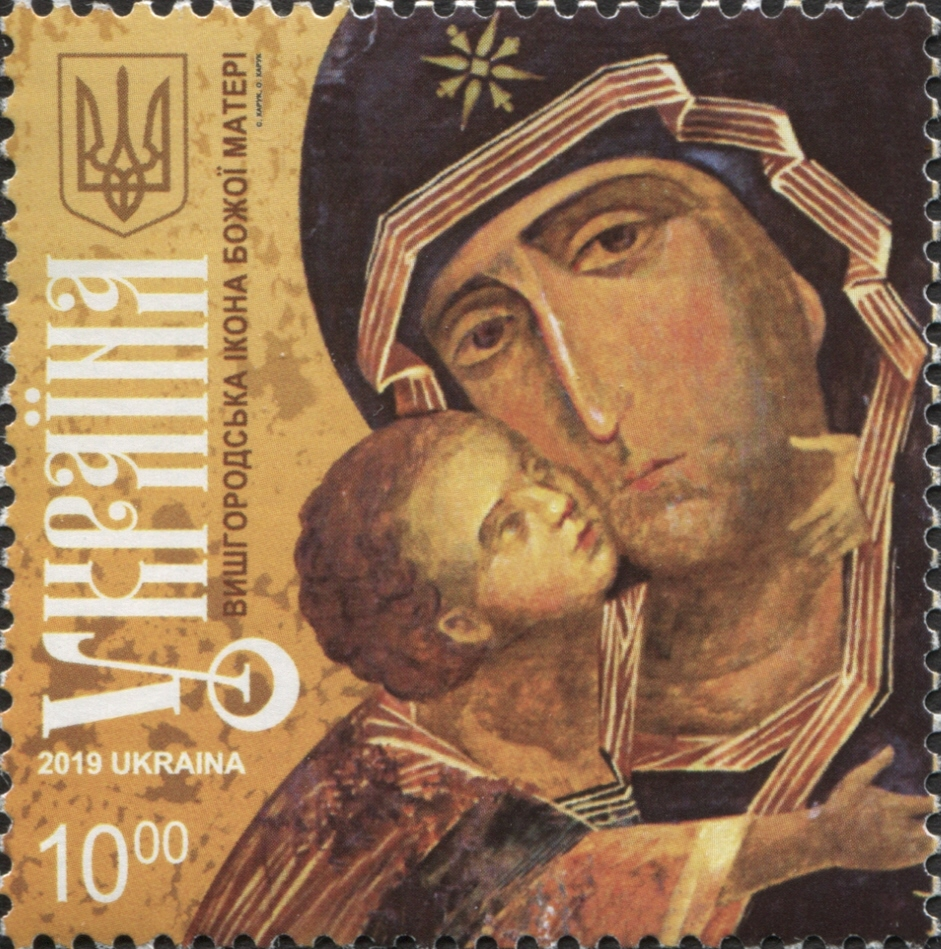
Timbre postal con el icono de la Virgen de Výshgorod. Ucrania, 2019

La Santísima Virgen se le apareció en sueños al príncipe y le pidió que devolviera la imagen, y ella personalmente se encargaría de que fuera reemplazada. A la mañana siguiente, el príncipe devuelve la pintura a Kiev, y para su sorpresa cuando entra a su iglesia encuentra otro cuadro idéntico al que había devuelto.
Cincuenta años después, en 1037, Yaroslav el Sabio, el Gran Príncipe de Kiev, dedicó Ucrania a María. Desde entonces hasta el presente, Nuestra Santísima Madre es conocida como Reina de Ucrania.

## Virgen de Vladímir
En 1130, por orden de Lukas Chrysoberges, el Patriarca de Constantinopla (Bizancio), un icono fue llevado a Kiev por el metropolita de Kiev Miguel II (pt) en calidad de regalo al Gran Príncipe de la Rus de Kiev Mstislav I, hijo de Vladímir II Monómaco. El icono fue ubicado en el Convento de monjas Bogoródichny en la ciudad de Výshgorod próxima a Kiev, que había sido la residencia favorita de Olga de Kiev.
En 1155, el príncipe Andréi Bogoliubski se llevó el ícono del Convento de monjas Bogoródichny de Výshgorod a la iglesia de su hogar en Bogoliúbovo (en), a 22 km al norte de Výshgorod y de allí a Vladímir, estableciéndose en esta ciudad a 193 km al este de Moscú y a 910 km de ahí. En la Crónica de Kiev, el traslado del icono desde Výshgorod a Vladímir es calificado como ilegal. Desde entonces se conoce como Nuestra Señora de Vladímir o Virgen de Vladímir. Posteriormente, el icono se colocó en la Catedral de la Asunción de Vladímir, donde permaneció hasta el año 1395, cuando fue llevado a Moscú para proteger a la ciudad de los invasores mongoles.
En 1467, Iván III, Gran Príncipe de Moscú, construyó la Catedral de la Asunción en el Kremlin de Moscú con motivo de su matrimonio, para lo que mandó traer el famoso icono de Kiev. Los habitantes de Kiev protestaron porque no querían perder su tesoro.
En el siglo XVI, el ícono se colocó en la Catedral de la Asunción en la Plaza de la Catedral del Kremlin de Moscú, hasta principios del siglo XX. Luego fue llevada a la Galería Estatal Tretiakov de la ciudad.
Para finales del siglo XX, el icono encontró un nuevo hogar: la iglesia de San Nicolás en Tolmachí, que está adjunta al museo y donde nuevamente se llevan a cabo los servicios religiosos.

## Nuestra Señora de la Ternura
Es la representación de la Virgen sosteniendo al Niño, con sus caras tocándose, mejilla con mejilla, y el Niño pasando un brazo alrededor del cuello de su madre. La imagen muestra la estrecha relación que existe entre ambos, y el vínculo tan fuerte que los une como madre e hijo, mismo que se ha denominado Theotokos (María como madre de Dios). Es ejemplo y modelo del estilo iconográfico de Eleúsa.